# Kevin Volland
Kevin Volland (Marktoberdorf, 30 luglio 1992) è un calciatore tedesco, attaccante del Monaco 1860.

## Caratteristiche tecniche
Ala destra molto duttile, di piede mancino, può giocare anche come prima punta, possiede una grande velocità nonostante sia molto forte fisicamente. Miroslav Klose, dopo il suo addio alla nazionale tedesca, ha designato lui e Mario Götze come possibili eredi nell'attacco della Germania.

## Carriera

### Club

#### Gli inizi e il Monaco 1860
Cresce nel settore giovanile del Monaco 1860 dove gioca 3 anni, dal 2007 al 2010, totalizzando 59 presenze e 23 gol. Nel 2010 passa in prima squadra dove esordisce a 18 anni, nella vittoria esterna contro l'Augsburg, entrando all'86º. Il primo gol con la maglia del Monaco 1860 alla 19 giornata contro l'Osnabrück giocando tutti i 90º e segnando il gol del definitivo 1-0.
Nella stessa stagione realizza anche una doppietta contro il Karlsruher. A fine stagione viene acquistato dall'Hoffenheim per 700.000 euro lasciandolo in prestito per 18 mesi al Monaco 1860. In 2 anni con la maglia del Monaco 1860 realizza 60 presenze e 20 gol.

#### Hoffenheim
Terminato il prestito al Monaco 1860 torna all'Hoffenheim dove esordisce, partendo titolare, nella trasferta contro il Borussia M'Gladbach persa 2-1. Da lì in poi il giovane tedesco diventa un punto fermo della sua squadra che a fine stagione, anche grazie alle sue prestazioni, riesce ad ottenere la salvezza. La seconda stagione con la maglia dei tedeschi l'allenatore Markus Gisdol lo fa giocare da ala destra dove ottiene ottimi risultati segnando 11 gol e 9 assist. In Coppa di Germania realizza un gol, negli ottavi di finale, nella vittoria esterno 3-1 contro lo Schalke 04.

#### Bayer Leverkusen
Il 20 maggio 2016 firma un contratto di 5 anni con il Bayer Leverkusen, dopo esser stato acquistato per 20 milioni di euro.

#### Monaco
Il 2 settembre 2020 firma un contratto di 4 anni con il Monaco, alla cifra di circa 15 milioni di euro.

#### Ritorno in Germania: Union Berlino
Il 17 agosto 2023 fa ritorno in Germania dopo 3 anni, più precisamente all'Union Berlino, in massima divisione.

### Nazionale
Il 13 maggio 2014 ha debuttato da titolare con la nazionale maggiore, giocando 71 minuti, in un'amichevole contro la Polonia.

## Statistiche

### Presenze e reti nei club
Statistiche aggiornate al 3 maggio 2025.
| Stagione             | Squadra              | Campionato           | Campionato | Campionato | Coppe nazionali | Coppe nazionali | Coppe nazionali | Coppe continentali | Coppe continentali | Coppe continentali | Altre coppe | Altre coppe | Altre coppe | Totale | Totale |
| Stagione             | Squadra              | Comp                 | Pres       | Reti       | Comp            | Pres            | Reti            | Comp               | Pres               | Reti               | Comp        | Pres        | Reti        | Pres   | Reti   |
| -------------------- | -------------------- | -------------------- | ---------- | ---------- | --------------- | --------------- | --------------- | ------------------ | ------------------ | ------------------ | ----------- | ----------- | ----------- | ------ | ------ |
| 2010-2011            | Monaco 1860 II       | RL                   | 5          | 4          |                 | -               | -               | -                  | -                  | -                  | -           | -           | -           | 5      | 4      |
| 2010-2011            | Monaco 1860          | ZL                   | 24         | 6          | CG              | 1               | 0               | -                  | -                  | -                  | -           | -           | -           | 25     | 6      |
| 2011-2012            | Monaco 1860          | ZL                   | 33         | 14         | CG              | 2               | 1               | -                  | -                  | -                  | -           | -           | -           | 35     | 15     |
| Totale Monaco 1860   | Totale Monaco 1860   | Totale Monaco 1860   | 57         | 20         |                 | 3               | 1               |                    | -                  | -                  |             | -           | -           | 60     | 21     |
| 2012-2013            | Hoffenheim           | BL                   | 34+2       | 6+0        | CG              | 1               | 0               | -                  | -                  | -                  | -           | -           | -           | 37     | 6      |
| 2013-2014            | Hoffenheim           | BL                   | 33         | 11         | CG              | 4               | 1               | -                  | -                  | -                  | -           | -           | -           | 37     | 12     |
| 2014-2015            | Hoffenheim           | BL                   | 32         | 8          | CG              | 4               | 2               | -                  | -                  | -                  | -           | -           | -           | 36     | 10     |
| 2015-2016            | Hoffenheim           | BL                   | 33         | 8          | CG              | 1               | 0               | -                  | -                  | -                  | -           | -           | -           | 34     | 8      |
| Totale Hoffenheim    | Totale Hoffenheim    | Totale Hoffenheim    | 132+2      | 33         |                 | 10              | 3               |                    | -                  | -                  |             | -           | -           | 144    | 36     |
| 2016-2017            | Bayer Leverkusen     | BL                   | 23         | 6          | CG              | 2               | 2               | UCL                | 6                  | 1                  | -           | -           | -           | 31     | 9      |
| 2017-2018            | Bayer Leverkusen     | BL                   | 31         | 14         | CG              | 4               | 0               | -                  | -                  | -                  | -           | -           | -           | 35     | 14     |
| 2018-2019            | Bayer Leverkusen     | BL                   | 34         | 14         | CG              | 3               | 1               | UEL                | 5                  | 0                  | -           | -           | -           | 42     | 15     |
| 2019-2020            | Bayer Leverkusen     | BL                   | 27         | 10         | CG              | 4               | 1               | UCL+UEL            | 6+3                | 1+0                | -           | -           | -           | 40     | 12     |
| Totale Leverkusen    | Totale Leverkusen    | Totale Leverkusen    | 115        | 44         |                 | 13              | 4               |                    | 20                 | 2                  |             | -           | -           | 148    | 50     |
| 2020-2021            | Monaco               | L1                   | 35         | 16         | CF              | 5               | 2               | -                  | -                  | -                  | -           | -           | -           | 40     | 18     |
| 2021-2022            | Monaco               | L1                   | 34         | 9          | CF              | 5               | 3               | UCL+UEL            | 4+8                | 1+2                | -           | -           | -           | 51     | 15     |
| 2022-2023            | Monaco               | L1                   | 17         | 3          | CF              | 0               | 0               | UCL+UEL            | 2+5                | 0+3                | -           | -           | -           | 24     | 6      |
| Totale Monaco        | Totale Monaco        | Totale Monaco        | 86         | 28         |                 | 10              | 5               |                    | 17                 | 6                  |             | -           | -           | 115    | 39     |
| 2023-2024            | Union Berlino        | BL                   | 26         | 3          | CG              | 1               | 0               | UCL                | 5                  | 1                  | -           | -           | -           | 32     | 4      |
| 2024-2025            | Union Berlino        | BL                   | 4          | 0          | CG              | 1               | 0               | -                  | -                  | -                  | -           | -           | -           | 5      | 0      |
| Totale Union Berlino | Totale Union Berlino | Totale Union Berlino | 30         | 3          |                 | 2               | 0               |                    | 5                  | 1                  |             | -           | -           | 37     | 4      |
| Totale carriera      | Totale carriera      | Totale carriera      | 427        | 132        |                 | 38              | 13              |                    | 42                 | 9                  |             | -           | -           | 509    | 154    |

### Cronologia presenze e reti in nazionale
| Cronologia completa delle presenze e delle reti in nazionale ― Germania | Cronologia completa delle presenze e delle reti in nazionale ― Germania | Cronologia completa delle presenze e delle reti in nazionale ― Germania | Cronologia completa delle presenze e delle reti in nazionale ― Germania | Cronologia completa delle presenze e delle reti in nazionale ― Germania | Cronologia completa delle presenze e delle reti in nazionale ― Germania | Cronologia completa delle presenze e delle reti in nazionale ― Germania | Cronologia completa delle presenze e delle reti in nazionale ― Germania |
| Data                                                                    | Città                                                                   | In casa                                                                 | Risultato                                                               | Ospiti                                                                  | Competizione                                                            | Reti                                                                    | Note                                                                    |
| ----------------------------------------------------------------------- | ----------------------------------------------------------------------- | ----------------------------------------------------------------------- | ----------------------------------------------------------------------- | ----------------------------------------------------------------------- | ----------------------------------------------------------------------- | ----------------------------------------------------------------------- | ----------------------------------------------------------------------- |
| 13-5-2014                                                               | Amburgo                                                                 | Germania                                                                | 0 – 0                                                                   | Polonia                                                                 | Amichevole                                                              | -                                                                       | 71’                                                                     |
| 14-11-2014                                                              | Norimberga                                                              | Germania                                                                | 4 – 0                                                                   | Gibilterra                                                              | Qual. Euro 2016                                                         | -                                                                       | 60’                                                                     |
| 18-11-2014                                                              | Vigo                                                                    | Spagna                                                                  | 0 – 1                                                                   | Germania                                                                | Amichevole                                                              | -                                                                       |                                                                         |
| 8-10-2015                                                               | Dublino                                                                 | Irlanda                                                                 | 1 – 0                                                                   | Germania                                                                | Qual. Euro 2016                                                         | -                                                                       | 85’                                                                     |
| 13-11-2015                                                              | Saint-Denis                                                             | Francia                                                                 | 2 – 0                                                                   | Germania                                                                | Amichevole                                                              | -                                                                       | 79’ 85’                                                                 |
| 29-3-2016                                                               | Monaco di Baviera                                                       | Germania                                                                | 4 – 1                                                                   | Italia                                                                  | Amichevole                                                              | -                                                                       | 85’                                                                     |
| 31-8-2016                                                               | Mönchengladbach                                                         | Germania                                                                | 2 – 0                                                                   | Finlandia                                                               | Amichevole                                                              | -                                                                       |                                                                         |
| 11-10-2016                                                              | Hannover                                                                | Germania                                                                | 2 – 0                                                                   | Irlanda del Nord                                                        | Qual. Mondiali 2018                                                     | -                                                                       | 81’                                                                     |
| 11-11-2016                                                              | Serravalle                                                              | San Marino                                                              | 0 – 8                                                                   | Germania                                                                | Qual. Mondiali 2018                                                     | 1                                                                       | 71’                                                                     |
| 15-11-2016                                                              | Milano                                                                  | Italia                                                                  | 0 – 0                                                                   | Germania                                                                | Amichevole                                                              | -                                                                       | 60’                                                                     |
| 2-6-2021                                                                | Innsbruck                                                               | Germania                                                                | 1 – 1                                                                   | Danimarca                                                               | Amichevole                                                              | -                                                                       | 79’                                                                     |
| 15-6-2021                                                               | Monaco di Baviera                                                       | Francia                                                                 | 1 – 0                                                                   | Germania                                                                | Euro 2020 - 1º turno                                                    | -                                                                       | 88’                                                                     |
| 23-6-2021                                                               | Monaco di Baviera                                                       | Germania                                                                | 2 – 2                                                                   | Ungheria                                                                | Euro 2020 - 1º turno                                                    | -                                                                       | 82’                                                                     |
| 11-11-2021                                                              | Wolfsburg                                                               | Germania                                                                | 9 – 0                                                                   | Liechtenstein                                                           | Qual. Mondiali 2022                                                     | -                                                                       | 64’                                                                     |
| 14-11-2021                                                              | Erevan                                                                  | Armenia                                                                 | 1 – 4                                                                   | Germania                                                                | Qual. Mondiali 2022                                                     | -                                                                       | 73’                                                                     |
| Totale                                                                  |                                                                         | Presenze                                                                | 15                                                                      |                                                                         | Reti                                                                    | 1                                                                       |                                                                         |

## Palmarès

### Individuale
- Squadra del torneo degli Europei Under-21: 1

Rep. Ceca 2015